# Savannah Lee Smith
Pour les articles homonymes, voir Smith.
Savannah Lee Smith (née le 27 juillet 2000) à Los Angeles au États-Unis elle est une actrice américaine. Elle a été reconnue grâce à sa performance dans la série HBO, Gossip Girl,.

## Biographie

### Jeunesse
Savannah Lee est née le 27 juillet 2000 et grandit à Los Angeles,. Son père est scénariste, tandis que sa mère est chanteuse professionnelle dans les années 90.

### Carrière
Savannah Lee, qui vit à New York, est auditionnée pour plusieurs rôles pour Gossip Girl avant d'être choisi pour incarner Monet de Haan.
En novembre 2021, elle joue le rôle principal dans le film musical Something Here,.
En octobre 2022, Smith commence le tournage d'un film à vie, Ivre au volant à 17 ans, dans le rôle principal de Kim.

### Vie privée
Savannah Lee Smith est bisexuel.

## Filmographie

### Cinéma
- 2022 : Something Here
- 2023 : Ivre au volant à 17 ans

### Télévision
- 2021-2023 : Gossip Girl : Monet de Haan
- 2024 : Sexe Intentions : Annie Grover